# العسكرية (حبيل جبر)

تعديل مصدري - تعديل

العسكرية هي إحدى قرى عزلة حبيل جبر بمديرية حبيل جبر التابعة لمحافظة لحج، بلغ تعداد سكانها 405 نسمة حسب تعداد اليمن لعام 2004.